# Уилям Скорсби
Уилям Скорсби Младши (на английски: William Scoresby) е английски изследовател на Арктика. В периода 1800 – 1823 извършва 17 плавания в полярните райони.

## Ранни години (1789 – 1810)
Роден е на 5 октомври 1789 година в село Кроптън близо до градчето Пикърджър на 25 мили южно от пристанищния град Уитби, графство Йоркшър, Великобритания. Син е на известния по това време китоловец Уилям Скорсби Старши (1760 – 1829).
На 11-годишна възраст за първи път плава с баща си в Арктика на лов за китове, но след това се завръща в училище. От 1803 става постоянен спътник на баща си и го придружава като главен офицер на кораба „Резолюция“, когато на 25 май 1806 на северозапад от Шпицберген достига до 81º 40` с.ш., рекорд за времето си за свободно плаване на север. През следващата зима Скорсби Младши посещава уроци по естествена философия и химия в Единбургски университет и отново през 1809.

## Изследователска дейност (1810 – 1822)
От 1810 до 1817 ежегодно плава към Шпицберген, като картира западните и северните брегове на двата големи острова в архипелага и слага началото на всестранното му научно изследване. По време на всичките си плавания извършва метеорологични, хидрографски и магнитни изследвания.
През 1813 установява, че температурата на морската вода в полярните райони е по-топла в дълбочина отколкото на повърхността. Дългогодишните си изследвания Скорсби Младши публикува в Лондон през 1820 под заглавието: „An Account of the Arctic Regions and Northern Whale Fishery“ (в превод „Отчет за арктическите страни с история и описание на китолова“), с което става признат специалист по Арктика.
През 1817 корабът, на който плават баща и син Скорсби, е отнесен от Шпицберген на запад в Гренландско море до източното крайбрежие на Гренландия и откриват големия фиорд Скорсби (70°20′ с. ш. 24°00′ з. д. / 70.333333° с. ш. 24° з. д.).
През 1822 предприема последното си пътуване в Арктика, като изследва източното крайбрежие на гигантския остров между 74º 06` и 69º 13` с.ш., като открива п-ов Земя Скорсби (на север от залив Скорсби). През 1823 на базата на новите си изследвания на полярните райони издава книгата си: „Northern Whale Fishery, including Researches and Discoveries on the Eastern Coast of Greenland“.

## Следващи години (1822 – 1857)
След завръщане от последното си плаване, научава за смъртта на жена си, и това събитие го подтиква да изостави научната си кариера и да се отдаде на религията. Две години изучава богословие в Кеймбридж. През 1825 се дипломира и става помощник на енорийския свещеник в Бесингби, Йоркшър. Въпреки оттеглянето му от светския живот през 1824 е избран за член на Кралското научно дружество, а през 1827 е избран и за почетен член на Парижката академия на науките.
През 1839 защитава докторска степен по теология, като преди това публикува доста трудове с религиозен характер. От 1849 е почетен лектор в енорийската църква в Торки, графство Девън.
Към края на живота си отново се връща активно в научните среди и започва да се занимава с изследвания в областта на магнетизма и оптиката, като написва над шестдесет статии в тези области. За получаване на допълнителни данни за теориите си по магнетизъм през 1856, една година преди смъртта си, предприема плаване до Австралия, като резултатите от изследванията му са публикувани посмъртно.
През 1850, във връзка с търсенето на изчезналата експедиция на Джон Франклин, Скорсби публикува няколко статии за Арктика, в които обяснява как лесно да се оцелява и пребивава в полярните райони.
Умира на 21 март 1857 година в Торки на 67-годишна възраст.

## Памет
Неговото име носят:
- град Скорсби (37°54′ ю. ш. 145°14′ и. д. / 37.9° ю. ш. 145.233333° и. д.) предградие на Мелбърн, щат Виктория, Австралия.
- град Скорсбисун (Иллоккортоормиут, 70°29′ с. ш. 21°58′ з. д. / 70.483333° с. ш. 21.966667° з. д.) в Източна Гренландия;
- фиорд Скорсби (70°20′ с. ш. 24°00′ з. д. / 70.333333° с. ш. 24° з. д.) на източното крайбрежие на Гренландия (най-големия фиорд в света);
- залив Скорсби (79°56′ с. ш. 71°10′ з. д. / 79.933333° с. ш. 71.166667° з. д.), на източното крайбрежие на остров Елсмиър, Канадски арктичен архипелаг;
- кратер Скорсби на Луната;
- нос Скорсби (66°34′ ю. ш. 162°45′ и. д. / 66.566667° ю. ш. 162.75° и. д.) на остров Борадейл в о-вите Балени, Антарктика;
- нос Скорсби (75°32′ с. ш. 101°31′ з. д. / 75.533333° с. ш. 101.516667° з. д.), най-западната точка на остров Брадфорд в Канадския арктичен архипелаг край западното крайбрежие на остров Батърст;
- нос Скорсби (71°43′ с. ш. 93°41′ з. д. / 71.716667° с. ш. 93.683333° з. д.) на североизточния бряг на п-ов Бутия, Северна Канада;
- остров Скорсби (80°21′ с. ш. 21°22′ и. д. / 80.35° с. ш. 21.366667° и. д.) в архипелага Шпицберген;
- п-ов Земя Скорсби (71°45′ с. ш. 24°30′ з. д. / 71.75° с. ш. 24.5° з. д.) на източния бряг на Гренландия;
- хълмове Скорсби (75°53′ с. ш. 98°05′ з. д. / 75.883333° с. ш. 98.083333° з. д.) в източната част на остров Батърст, Канадски арктичен архипелаг.